# 焊锡膏

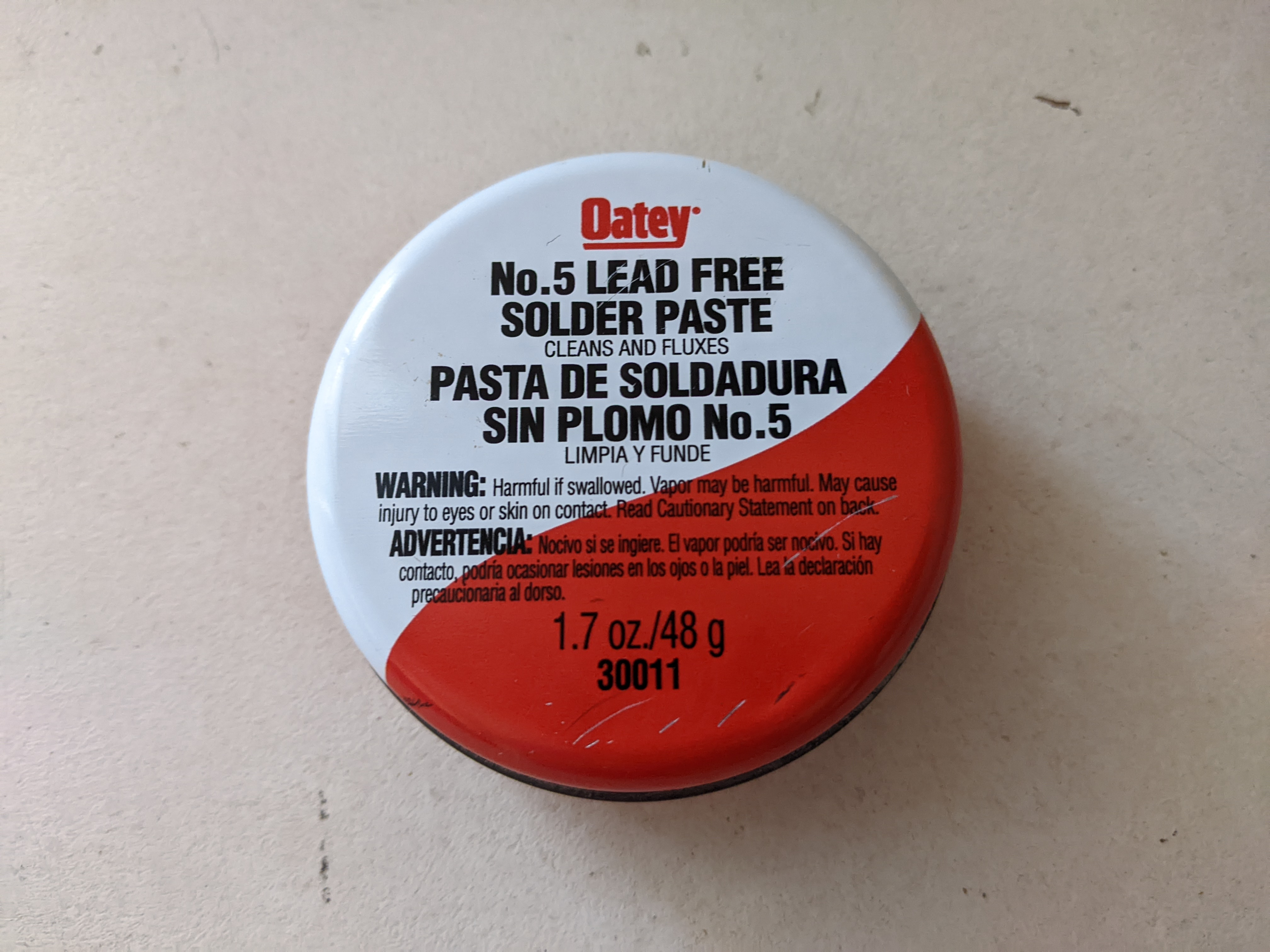
焊锡膏

焊锡膏是人們在製作印制电路板時需要用到的一種粘性膏，焊锡膏可以将SMT贴片元件與印制电路板上的焊盘相連。这种粘性膏体在加熱前能暂时固定SMT贴片元件位置，经加热后即可熔化，這樣就能徹底固定住SMT贴片元件。